# Ékstratégia
Az ékstratégia (angolul: wedge strategy) a Discovery Institute 1998-ban írt, forrásteremtést célzó  társadalmi és politikai akciótervének fő metaforája. Bár az írás készítői a megfogalmazottaktól 2003-ban elhatárolódtak, sajnálkozást és pontosítást tettek közé, az értelmes tervezés elv terjesztői továbbra is népszerűsítik az interneten az eredeti anyagot Wedge Document („Ék dokumentum”) néven, így az továbbra is elérhető.
Az „Ék dokumentum” tervezet széles körű társadalmi, politikai és akadémiai célkitűzéseket fogalmaz meg, melynek végső célja „egy keresztény és teista meggyőződéssel összhangban lévő tudomány” érdekében „legyőzni a materialista világnézetet” melyet szerintük az evolúció elmélete képvisel, emellett elismerni (a keresztény) Isten létezését. A stratégia célja az amerikai társadalmi irányvonal „megújítása” konzervatív keresztény értékek szerint
Az ék metaforát Phillip E. Johnsonnak tulajdonítják, akit az értelmes tervezettség mozgalma atyjának is tartanak. Johnson magyarázata szerint stratégiája segíteni fog az intellektuális rétegnek kiszabadulni a darwinizmus szorításából. A darwinizmust egy rönkhöz hasonlítja, amely megbonthatatlannak tűnik. Azonban a rönkön egy vékony repedés található. „A szélesedő repedés fontos, ám ritkán észrevett kettősség a tudományos kutatás által feltárt tények és a materialista filozófia között, amely a tudományos kultúrát uralja.” Ha egy ék alakú szerszámot illesztenek a résbe, és azt egyre mélyebbre nyomják, a fahasáb kettéhasítható. Johnson saját könyveit az ék élének nevezi, amely megtalálta a rönkön a hasadást. Az Ék-dokumentum ugyanezt az analógiát használva a túlsúlyban lévő materialista tudományt egy fának tekinti, a stratégiát pedig egy viszonylag kis éknek, amely a leggyengébb ponton alkalmazva képes kettévágni a törzset.  A mozgalom kritikusai úgy értelmezik a hasonlatot, hogy „az agresszív PR-program úgy nyitja meg az utat a természetfelettinek a közvélemény tudományos felfogásába, mint a farönkbe hatoló, fémből készült ék”.
Az ék-stratégia szószólói határozottan szemben állnak a materializmussal, a naturalizmussal és az evolúcióval, s kimondott céljuk ezek eltávolítása a tudomány működéséből és tanításából. Annak ellenére, hogy a Discovery Institute munkatársai ragaszkodnak ahhoz, hogy az intelligens tervezés nem a vallásos kreacionizmus egy formája, az Ék-dokumentum fedőlapján Michelangelo híres festménye, az Ádám teremtése látható, s a szöveg is több ponton tesz utalásokat a keresztény vallásra.
A stratégia 1999-ben került a nyilvánosság figyelmébe, mikor a dokumentum felkerült az internetre.

## Áttekintés
Az Ék-dokumentum által felvázolt PR-kampány a közvélekedés megváltoztatását, a tömegtájékoztatás, egyes nonprofit szervezetek és politikusok befolyásolását célozza meg. A kritikusok szerint ez a dokumentum demonstrálja leginkább, hogy a Discovery Institute és az intelligens tervezés célja leginkább politikai, s nem tudományos természetű.
A dokumentum által felvázolt célok között szerepel 
- „legyőzni a tudományos materializmust és annak morális, kulturális és politikai örökségét”[3][22]
- „lecserélni a materialista magyarázatokat a természet és az ember teista értelmezésével, az Isten általi teremtéssel”.[20]

Bevezetője jóformán szó szerint megegyezik a Discovery Institute Center for Science and Culture (akkori nevén Center for the Renewal of Science and Culture – „Központ a tudomány és kultúra megújításáért”) missziós nyilatkozatával.
Felismerve a támogatásuk szükségességét, a dokumentum megerősíti a stratégia evangéliumi keresztény irányvonalát:
A befolyásos véleményformálókra koncentrálás mellett hagyományos támogatóinkból, a keresztényekből is társadalmi bázist igyekszünk építeni. Ezt főként apologetikus előadásokon keresztül érjük el. Szeretnénk ezzel bátorítást nyújtanáni a hívőknek, ellátni őket azon tudományos bizonyítékokkal, melyek támogatják a hitet, továbbá ezek segítségével szeretnénk nézeteinket „népszerűsíteni” a szélesebb kultúrában.

### Ék projektek
A dokumentum három „ék-projektet” nevez meg, melyek a stratégia egy célkitűzésének megvalósulását jelentik:

#### 1. fázis: Tudományos kutatás, írás és publicitás
A dokumentum szerint az első fázis létfontosságú a távlati célok megvalósításának érdekében. A tudománytörténet korábbi paradigmaváltásaira utalva megjegyzik, hogy nem szükséges számbeli fölényben lenni egy új elmélet képviselőinek az elfogadott nézet megdöntéséhez. Az első fázis a „materialista építmény” megingatásához elengedhetetlen kutatások és publikációk létrejöttét célozza.

#### 2. fázis: Publicitás és véleményformálás
A második fázis az Intézet nézeteinek társadalmi elfogadottságára vonatkozó terveit fejti ki. A megfogalmazott célok között befolyásos véleményformálók, képzése és meggyőzése a média, az oktatás és kutatás továbbá a politika különböző területein. A stratégia nagyban épít a Discovery Intitute igazgatójának Bruce Chapman politikusi és újságírói körökben szerzett befolyására. A keresztény közvélemény meggyőzése ugyancsak fontos szerepet játszik a második fázisban.

#### 3. fázis: Kulturális konfrontáció és megújulás
A harmadik fázis a „materialista tudomány szószólóival” folytatott nyílt konfrontációt tűzi ki célul. A stratégia szerint erre akkor kerül sor, ha a kutatások és publikációk hatásai beértek, s társadalom „felkészült a tervezéselmélet befogadására”. A harmadik fázis olyan jogi lépések lehetőségét is felveti, melyek elősegíthetik az intelligens tervezés nézetének iskolai tananyagba történő integrálását – jogi segítségnyújtást javasol azon esetekre, mikor az intelligens tervezés tantervbe való bevezetése ellenállásba ütközik.
Az stratégia szerzői úgy számítják, hogy mire a közfigyelem, a publicitás és a tervezéselmélet befolyásának növekedése az általuk „materialistának” nevezett tudomány képviselőit a vita nyílt felvállalására készteti, a mozgalom is készen áll majd. Az stratégia szerint a materializmus és az evolúció elméletének káros társadalmi hatásai lesznek a vita kezdeti hangsúlyos témái.

### Távlati célok
A közgondolkodás fősodrának megváltoztatásáról az ék-stratégia öt és húsz év távlatára kitűzött célokat tartalmaz. A mű egy jellemző pontja az érzékelhető következményekkel foglalkozik, s célkitűzések megvalósítását célozza olyan többek között olyan kérdések kapcsán, mint az abortusz, szexualitás és az Istenben való hit.

#### Célok öt évre: vita, elfogadott alternatíva
A Discovery Institute e dokumentumban megfogalmazott célja szerint igyekszik elérni az intelligens tervezés nézetének, mint tudományos elméletnek az elfogadását. Véleményük szerint öt éven belül végezni fognak „tervezéselméleten” alapuló kutatásokat is. Ezen időszak végére szeretnék elérni az intelligens tervezés hatásának kiterjedését a természettudományokon kívüli más területekre is. A célok között továbbá szerepel még, hogy az oktatással, az élettel kapcsolatos kérdések, jogi és személyes felelősséggel kapcsolatos viták nemzeti szinten napirenden legyenek.
Öt éven belül szerintük aktív tervezéselmélet-mozgalmak jöhetnek létre Izraelben, az Egyesült Királyságban és az USA-n kívüli más befolyásos országokban, továbbá terveik szerint ezen időszakban sikerül elérni, hogy az intézet tíz munkatársa az USA nagyobb egyetemein tanítson.

#### Célok húsz évre: tudományos dominancia
A csoport reményei szerint húsz éven belül az intelligens tervezés a „tudomány domináns perspektívávájá válik”, hatásá kiterjed az etikára, politikára, filozófiára, teológiára és a humán tudományok filozófiájára, továbbá befolyása láthatóvá válik a művészetekben is. Az ék stratégia célja, hogy az intelligens tervezés „áthssa a vallási, kulturális, morális és politikai életet”. Ezen célkitűzések megvalósításával a CSC deklarált szándéka a „materializmus és elítélendő örökségének megdöntése”, továbbá visszaállítása azon eszmének, miszerint „az emberi lényeket Isten saját képére teremtette”, ezáltal elérve az amerikai kultúra konzervatív keresztény értékek szerinti megújulását

## AzÉk-dokumentumeredete
A dokumentum 1998-ban keletkezett, a közvélemény először 1999. február 5-én szerzett tudomást létezéséről, mikor Tim Rhodes elérhetővé tette az Interneten. A dokumentumot Rhodes elmondása szerint egy Seattle-ben működő nemzetközi humánerőforrás-vállalat egy alkalmazottja, Matt Duss juttatta el hozzá 1999 januárjának végén. Duss szerint a dokumentumot a vállalatnál másolás céljából kapta, címe The Wedge („az ék”), s „szigorúan titkos” és „nem terjesztésre szánt” jelzések szerepeltek rajta.
Bár Stephen C. Meyer, a Discovery Institute társalapítója és a CSC alelnöke elismerte, hogy a dokumentum forrása az intézet, a csoport igyekszik kisebbíteni jelentőségét. Véleményük szerint „A média összeesküvéselmélet-gyárosai folyamatosan újrahasznosítják az Ék dokumentum városi legendáját”. Az intézet munkatársai a tudományos közvélemény reakcióit „darwinista paranoiaként” jellemzik. Egy alkalommal Meyer azt állította, hogy a dokumentumot a Discovery Institute irodájából tulajdonították el.

## A stratégia jövője
2002 októberében William Dembski, a Discovery Institute munkatársa a következőket nyilatkozta:
Az ék-metafora túllépte a hasznavehetőségét. Valóban, az intelligens tervezés kritikusai, mint például Barbara Forrest és Paul Gross „Evolúció és az intelligens tervezés éke: A trójai ló stratégia” és ehhez hasonló címekkel írnak könyveket – az ék-metafora már teherré is vált. Biztosra vehetjük, hogy a kritikusaink folyamatosan az orrunk alá fogják dörgölni az ék-metaforát (és legfőképpen a hírhedt ék-dokumentumot). De az éket úgy kell értelmeznünk, mint előkészítést, bevezetést – várakozást és felkészülést egy pozitív, tudományt felpezsdítő és kultúrát megújító tervezéselméleti kutatási programra.
A mozgalom egy kritikusa szerint azonban
furcsa az a tudományos forradalom, mely pozícióját középiskolák tananyagában igyekszik megerősíteni, mielőtt maguk a kutatások lezajlanának. Azonban ez a nyilvánvaló szépséghiba eltűnik, ha a forradalom a tudomány újradefiniálásán, és nem új kutatásokon alapszik.